# Entemena
Entemena var son till En-anna-tum I och blev efter dennes död kung av stadsstaten Lagash. Entemena är mest känd för att ha återupprättat Lagash som en maktfaktor i Sumer. Under Entemenas farbror Eannatum hade Lagash gjort stora erövringar vilka dock gick förlorade efter dennes död. Entemenas far verkar ha hållit staten vid liv och beskyddat den från ett anfall från grannstaten Umma som tidigare tvingats betala tribut till Lagash men mer än så är ej nedtecknat. Under Entemenas tid uppstod ett nytt krig mot Umma då prästkungen Illi inledde ett anfall mot Lagash. Entemena allierade sig med Uruks konung Lugal-kinishe-dudu och de båda staterna lyckades besegra Umma. Entemenas personliga skyddsgud skall ha varit Shul-utula.

## Arkeologiska fynd
Det finns flera arkeologiska fynd där Entemena namnges. Till exempel är en av de äldsta statyerna som återfunnits från Mesopotamien en staty av honom, även en silvervas har återfunnits på vilken Entemena dedikerat vasen till sin skyddsgud Shul-utula. Ett av de mest framstående fynden är dock en "lerspik" (ett spikliknande objekt i lera på vilken kilskrift ristats in). På lerspiken som dedikeras till guden Bad-tibira står ett av världens första kända fredsavtal och Entemena verkar ha dikterat det.

## Bilder

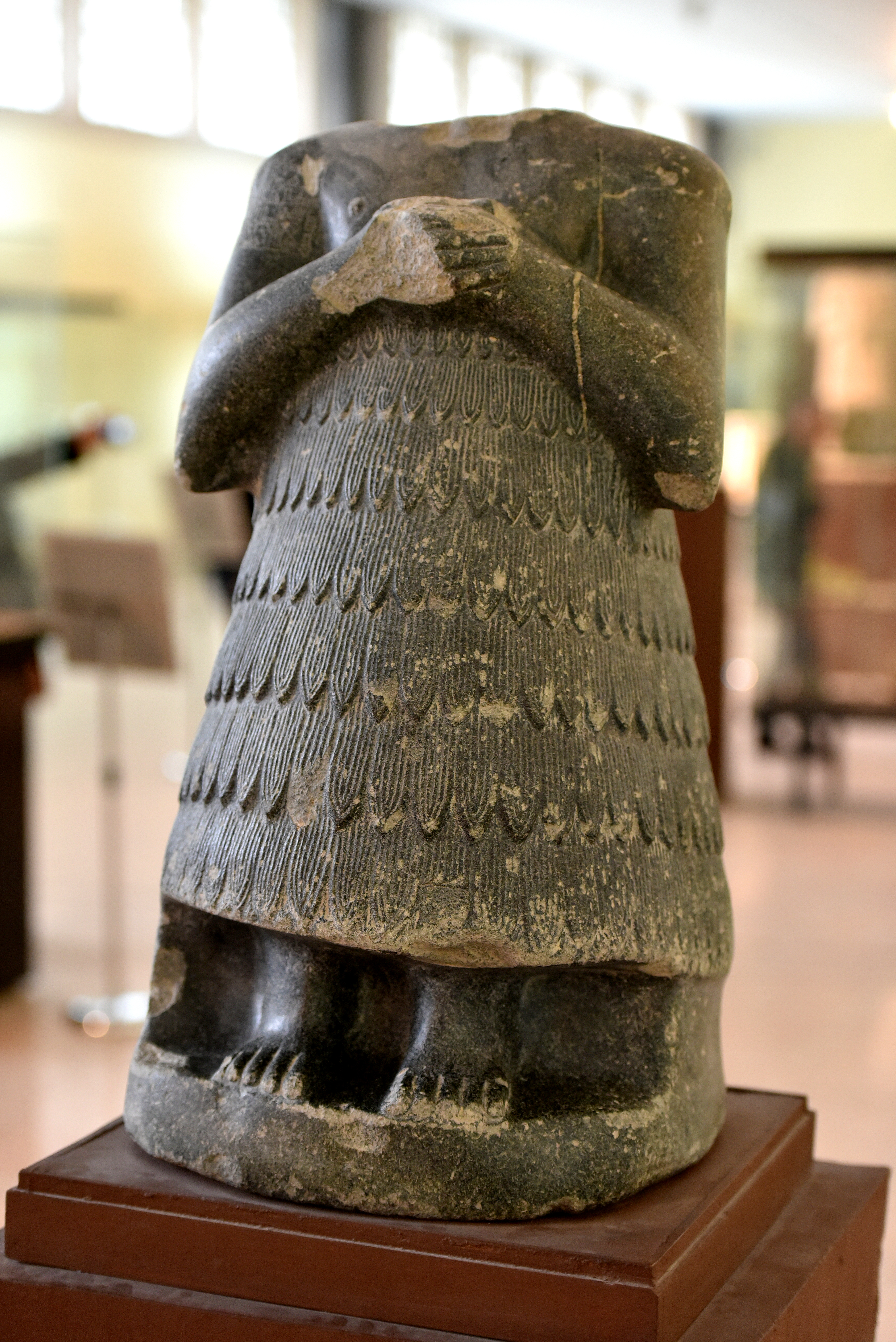

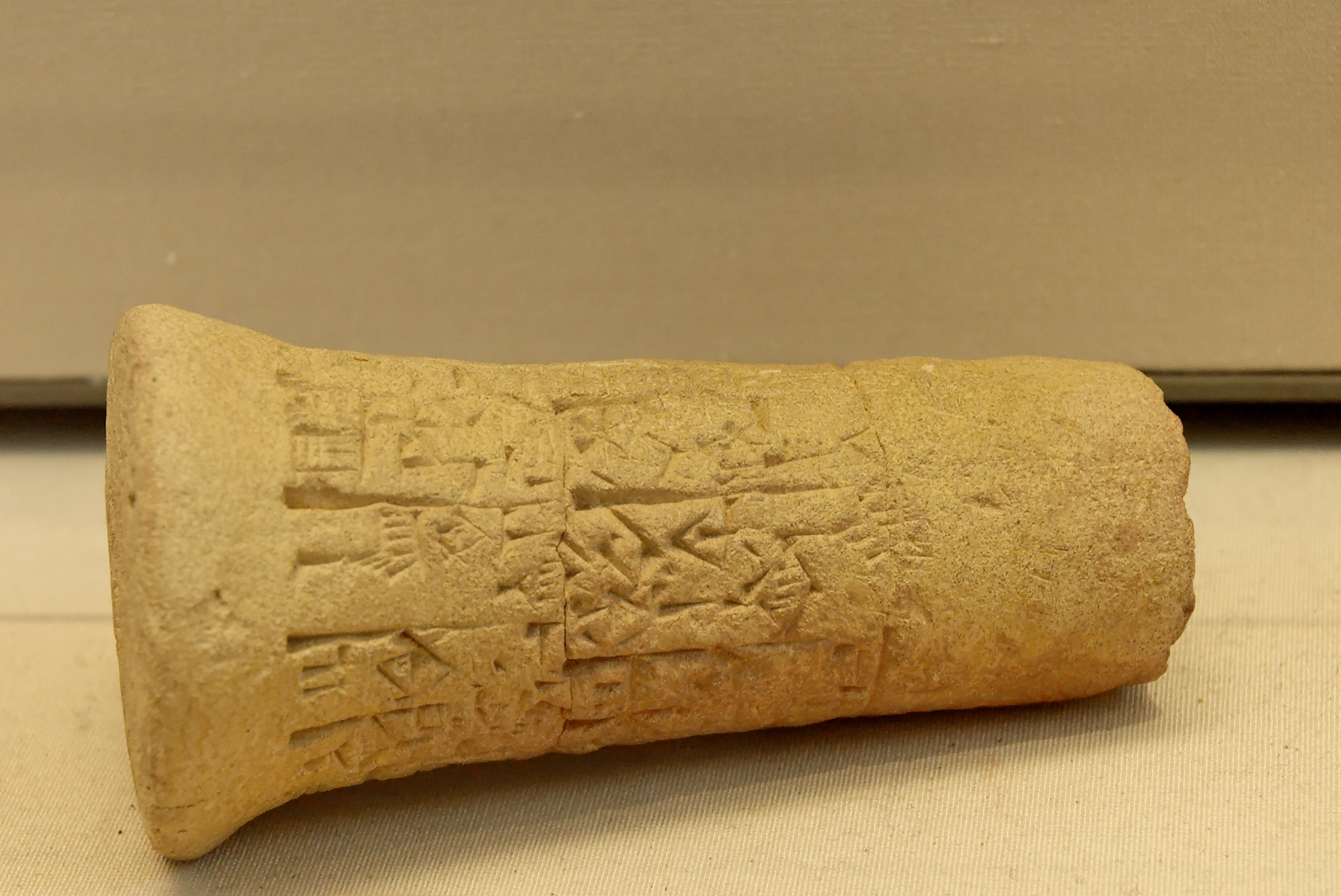
Lerspik beskrivande ett fredsavtal
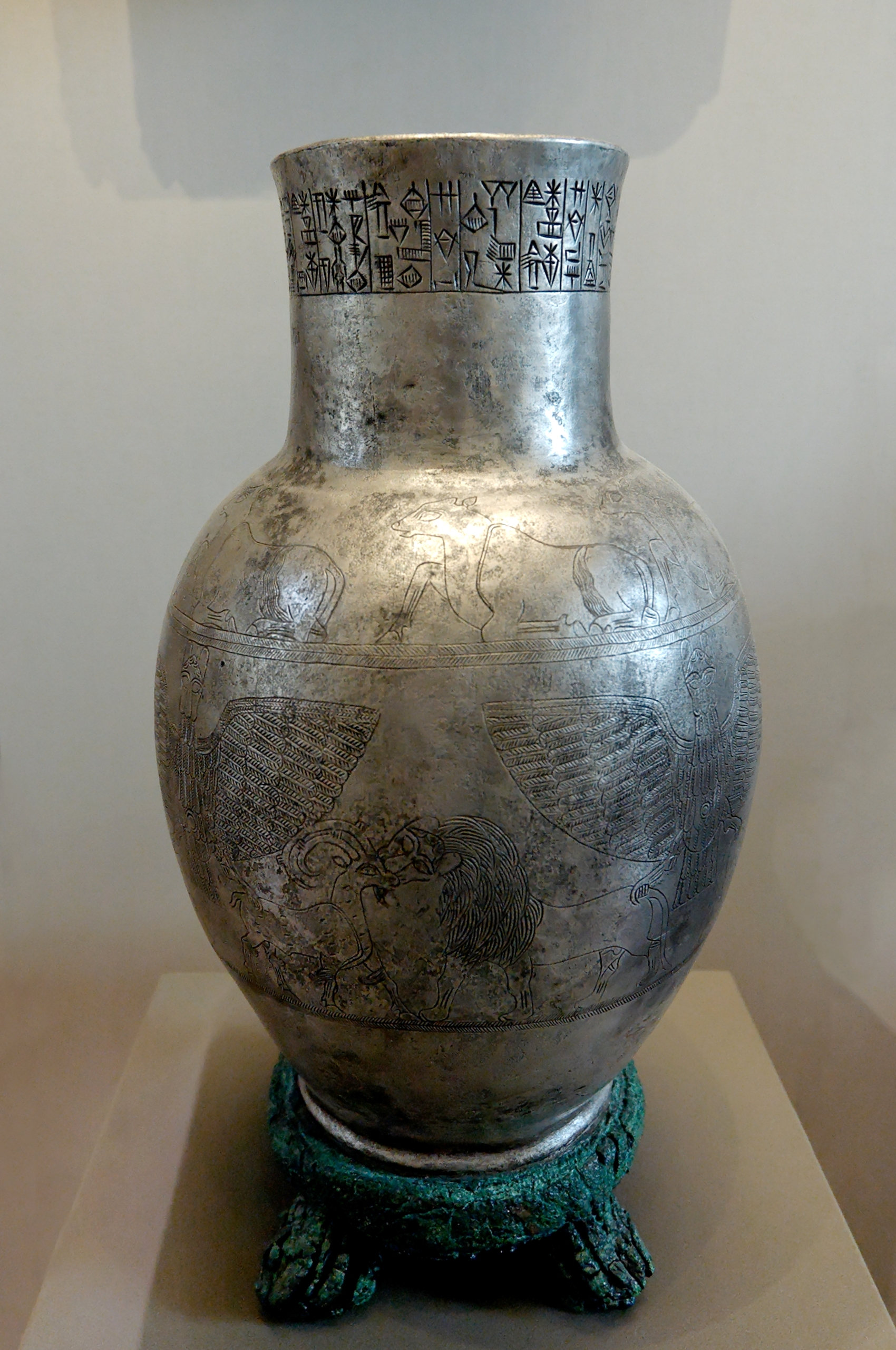
Silvervas med dekorerade sidor och kilskrift runt vashalsen
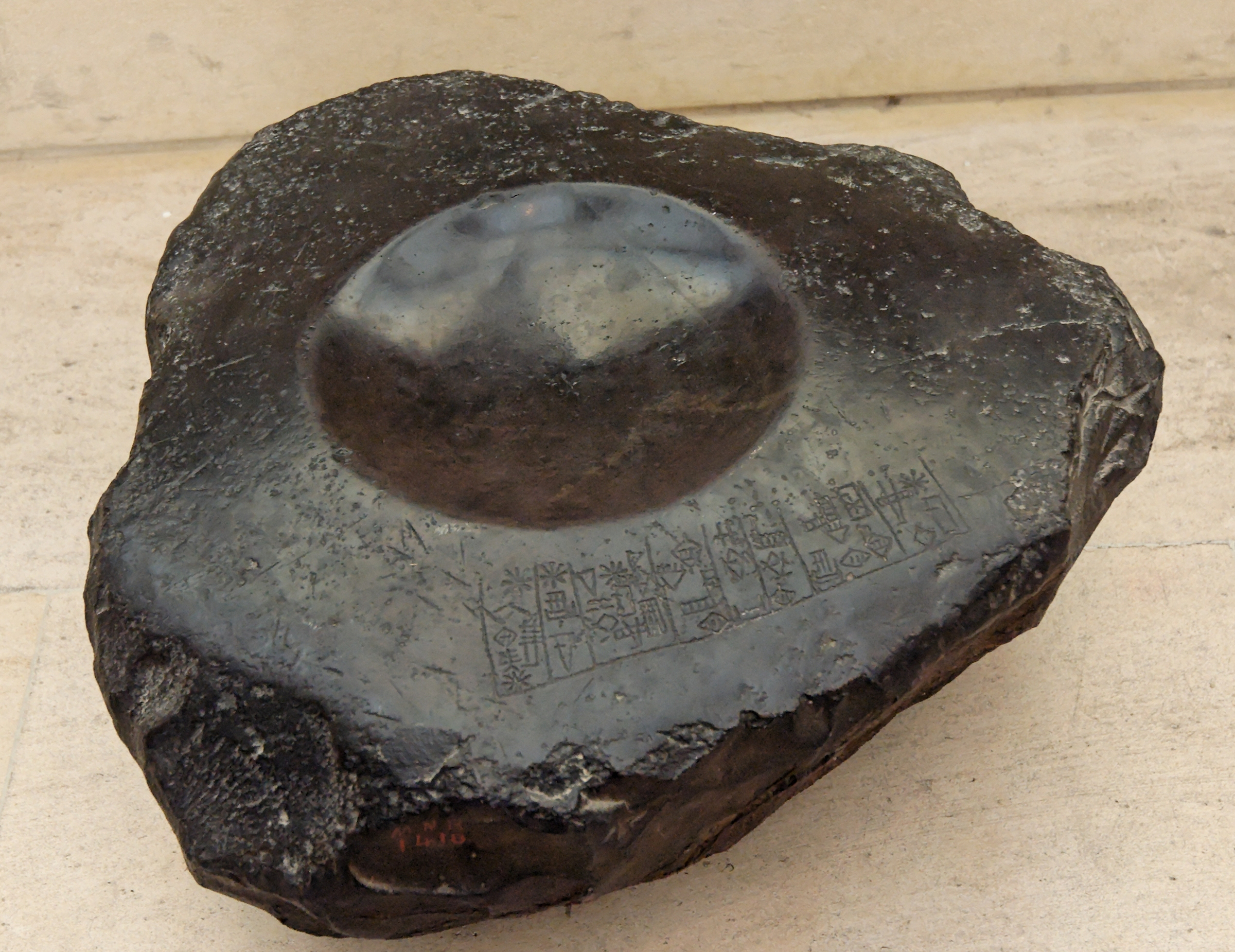
Gånggärnslager med kilskrift som omnämner Entemena
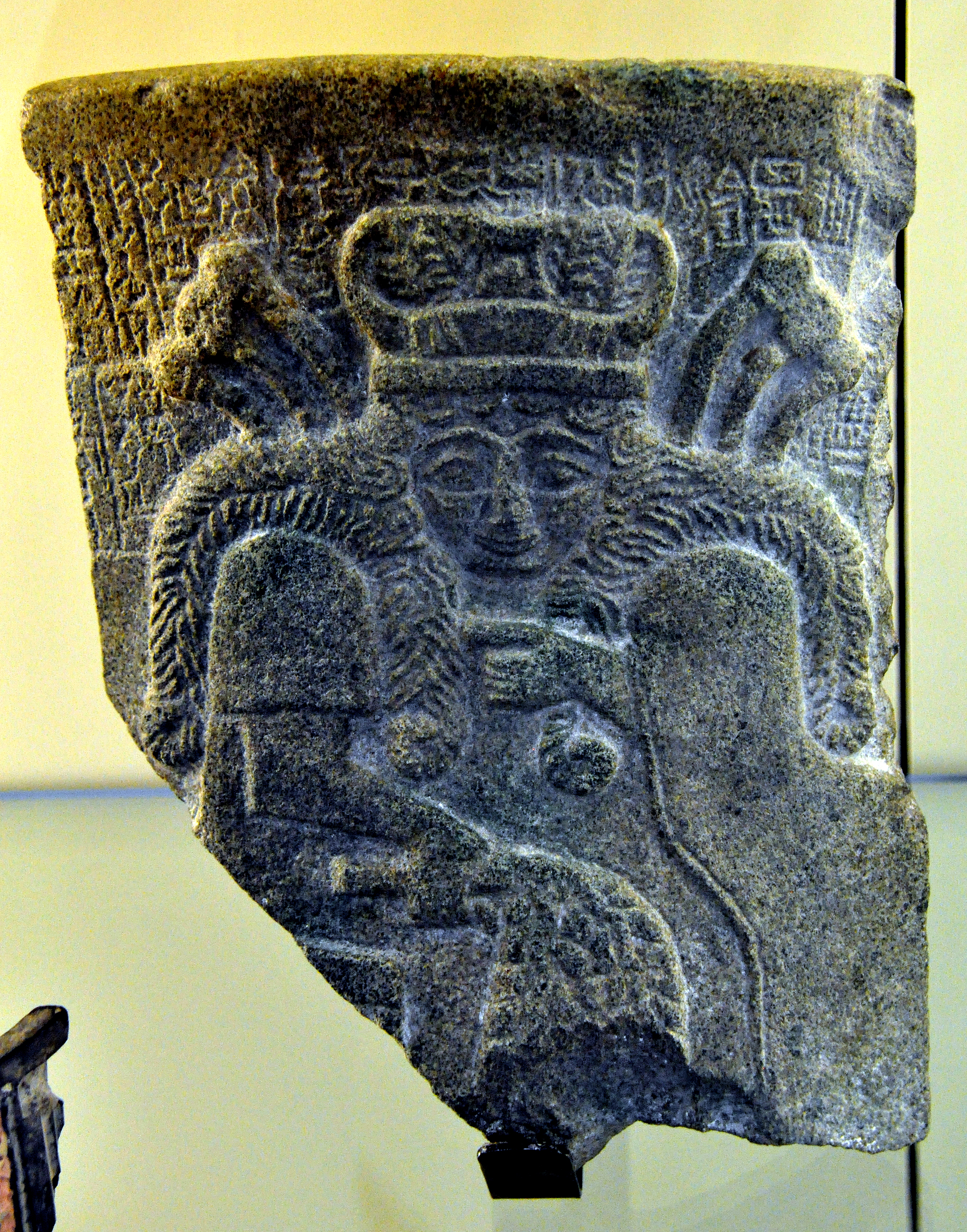
Fragment från vas i kalcit föreställande Sumeriska gudinnan Nisaba . Entemenas namn står vid vashalsen i kilskrift.
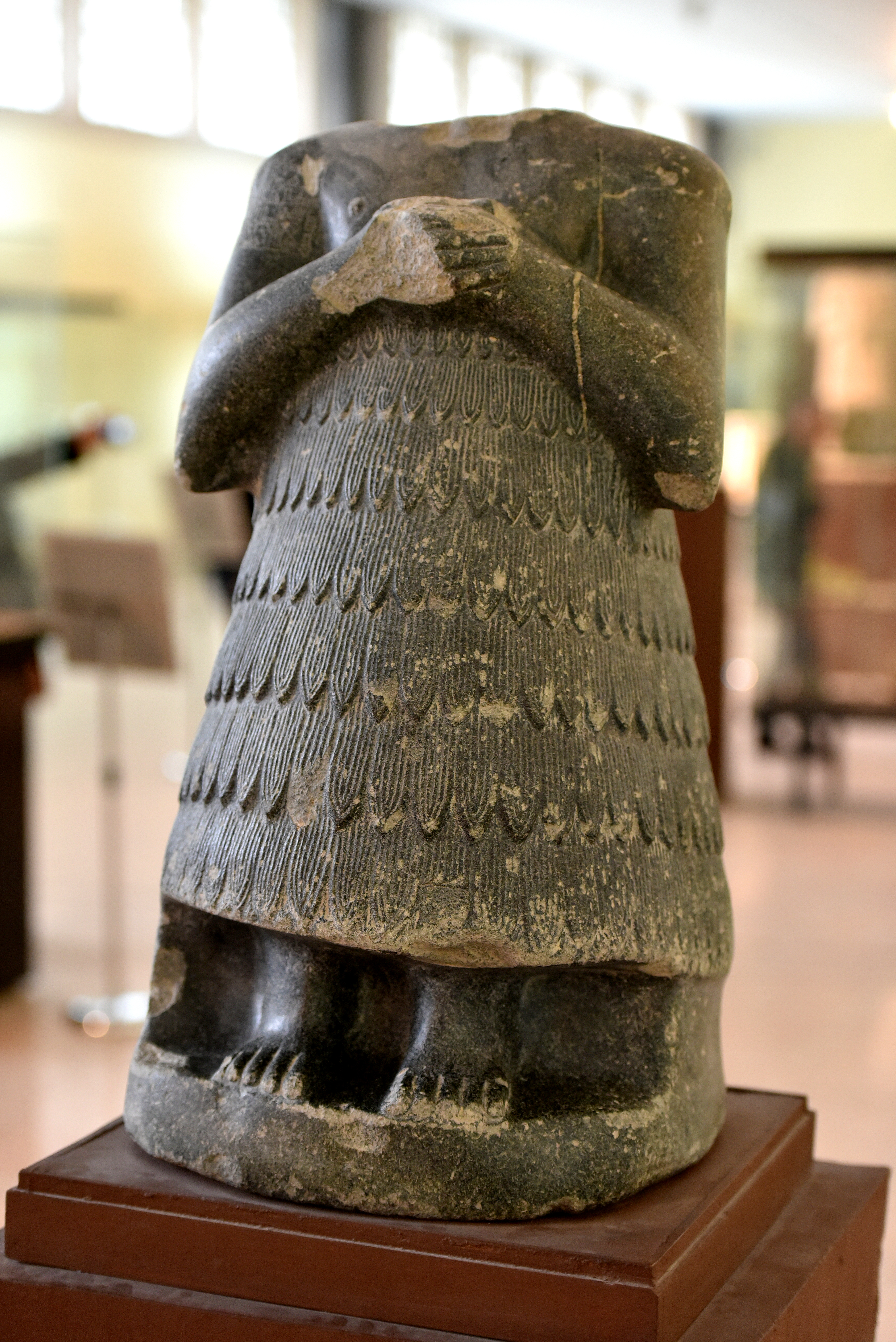
Staty föreställande Entenema. En av de äldsta mesopotamiska statyer som återfunnits.